# Najlepszy Włoski Piłkarz Serie A
Najlepszy Włoski Piłkarz Serie A – tytuł przyznawany przez AIC (Związek Piłkarzy we Włoszech) włoskim piłkarzom, którzy zostali uznani za najlepszych w danym sezonie Serie A.
Nagroda jest częścią uroczystości rozdania Piłkarskich Oskarów i jest uznawana za najbardziej prestiżową we włoskiej piłce nożnej.

## Laureaci
| Rok  | Zawodnik             | Drużyna        |
| ---- | -------------------- | -------------- |
| 1997 | Roberto Mancini      | UC Sampdoria   |
| 1998 | Alessandro Del Piero | Juventus F.C.  |
| 1999 | Christian Vieri      | S.S. Lazio     |
| 2000 | Francesco Totti      | AS Roma        |
| 2001 | Francesco Totti      | AS Roma        |
| 2002 | Christian Vieri      | Inter Mediolan |
| 2003 | Francesco Totti      | AS Roma        |
| 2004 | Francesco Totti      | AS Roma        |
| 2005 | Alberto Gilardino    | Parma          |
| 2006 | Fabio Cannavaro      | Juventus F.C.  |
| 2007 | Francesco Totti      | AS Roma        |
| 2008 | Alessandro Del Piero | Juventus F.C.  |
| 2009 | Daniele De Rossi     | AS Roma        |
| 2010 | Antonio Di Natale    | Udinese Calcio |

### Laureaci według drużyny
| Drużyna        | Zawodnicy | Tytuły |
| -------------- | --------- | ------ |
| AS Roma        | 2         | 6      |
| Juventus F.C.  | 2         | 3      |
| Inter Mediolan | 1         | 1      |
| S.S. Lazio     | 1         | 1      |
| Parma          | 1         | 1      |
| UC Sampdoria   | 1         | 1      |
| Udinese Calcio | 1         | 1      |

### Laureaci według pozycji
| Pozycja   | Zawodnicy | Tytuły |
| --------- | --------- | ------ |
| Napastnik | 6         | 12     |
| Pomocnik  | 1         | 1      |
| Obrońca   | 1         | 1      |